# 范迁
范迁（？—66年），字子庐，沛国（今安徽省濉溪县西北）人，东汉司徒。
范迁开始为渔阳郡太守，以智慧谋略安边，使匈奴不敢入境。后为河南尹，汉明帝永平五年（62年），范迁代郭丹为司徒。有清廉之名，持身俭约，家无余财，田不过一顷，宅有数亩。全部让给哥哥的儿子。其妻曾对他说，你有四个儿子而无立锥之地，应节余俸禄，为后代添置产业。他说备位大臣而蓄财，怎么能警示后来人呢。范迁在位四年卒，家无担石之粮。